# Verdade religiosa
Verdade, em sentido religioso, diferentemente da Verdade filosófica ou Cientifica, a verdade religiosa parte do pressuposto de que não há necessidades de um sentido lógico para ser verdade, enquanto na ciência trabalha-se com evidências, no campo religioso usa-se a fé, o que segundo Marilena Chauí, a única verdade absoluta é a religiosa, já que não há como refutá-la, uma vez que parte de crença e não de evidências. (Acredito, então é verdade)

Cada princípio de composição fundamental e inegável de um sistema religioso ou religião. Às vezes o caráter de verdade de uma afirmação se baseia  na tradição dos antepassados, ou na palavra de um profeta ou de um livro sagrado crido como palavra de Deus.